# 灵石站
灵石站位于中华人民共和国山西省晋中市灵石县翠峰镇，是南同蒲铁路上的一个火车站，始建于1934年，距离太原站166公里，距离孟塬站362公里，隶属于中国铁路太原局集团介休车务段，现为三等站。

## 歷史
- 建于1934年。

## 旅客列车目的地
截至2025年7月，每日有7班旅客列车在本站办理客运业务。
| 列车所属路局 | 目的地                                           |
| ------------ | ------------------------------------------------ |
| 太原局集团   | 北京西、北京丰台、临汾、秦皇岛、大同、运城、韩城 |

## 車站周邊
- 灵石县农贸大市场
- 灵石煤矿有限公司
- 灵石县第四小学

## 外部連結
- 中国铁路客户服务中心 （页面存档备份，存于）